# Focus (band)
 For alternative betydninger, se Focus. (Se også artikler, som begynder med Focus)
Focus er navnet på et hollandsk band, der spiller progressiv rock. Det blev oprettet af den klassisk uddannede organist og fløjtenist Thijs van Leer i 1969.

## Historie

### 1970'erne
1970: Ved udgivelsen af deres første album In and Out of Focus, indbefattede Focus pianist og fløjtenist Thijs van Leer, guitarist Jan Akkerman, bassist Martin Dresden og trommeslager Hans Cleuver. Albummet trak ikke meget opmærksomhed uden for Holland, hvor en lille fangruppe udviklede sig. Akkerman forlod gruppen for at starte et andet band med bassist Cyril Havermans og Pierre van der Linden, en trommeslager han tidligere havde optrådt med i Johnny and the Cellar Rockers, The Hunters og Brainbox. Da Cleuver og Dresden forlod Focus kort efter, sluttede van Leer sig til Akkerman, Van der Linden og Havermans som blev den nye besætning i Focus.
1971: Gruppen udgav Moving Waves, hvilket gav bandet international anerkendelse og et hit på begge sider af Atlanterhavet med radioversionen af den bizarre rock rondo Hocus Pocus. Dette album etablerede van Leer og Akkerman som komponister, der kunne appellere til progressiv-rock-lyttere (et stort publikum i de tidlige 1970'ere).
Kort før bandet tog på turné for at promovere deres album, stoppede Havermans og blev erstattet af Bert Ruiter.
1972: Dobbeltalbummet Focus 3 blev udgivet. Van Leer og Akkerman producerede stadig meget af deres mest grundlæggende arbejder. Albummet indeholdt van Leer-kompositionen Sylvia som blev et hit og toppede hitlisterne i England.
Sidst i 1973 blev Focus at the Rainbow-albummet udgivet.
1974: Van der Linden blev erstattet af ex-Stone the Crows-trommeslager Colin Allen før Focus indspillede Hamburger Concerto-albummet.
1975: Albummet Mother Focus, med den nye trommeslager David Kemper, blev udgivet.
Tidligt i 1976 forlod Jan Akkerman gruppen på aftenen for deres udsolgte engelske-turné. Han var frustreret over gruppens stigende mangel på retning og begrænsninger pga. kommercielle ambitioner. Hans erstatning i sidste øjeblik var en belgisk guitarist, der normalt spillede jazz-fusion.
1977: Gruppens pladeselskab Sire Records udgav Ship of Memories, et album med store ufærdige Focus-numre fra øve-sessioner i 1973-1974.
1978: Den britiske sanger P.J. Proby og guitarist Eef Albers tilsluttede sig resten af Focus for at indspille Focus con Proby. Efter en kort og mindre succesfuld turné besluttede bandet sig for at stoppe.

### 1980'erne
1985: Van Leer og Akkerman blev genforenede til et fælles projekt, hvilket resulterede i det kommercielt mislykkede album Focus. Selvom det officielt ikke er et produkt af bandet Focus, havde de fleste numre "lite jazz"-lyden fra Mother Focus-albummet.

### 1990'erne
1990: Den oprindelige besætning med Akkerman, van Leer, Ruiter og Van der Linden optrådte med gamle og nye kompositioner på hollandsk TV.

### 2000'erne
2001: Thijs van Leer gendannede Focus med sig selv og medlemmer af et Focus hyldest-band: guitarist Jan Dumée, hvis guitarspil på Focus 8 minder om Akkermans, bassist Bobby Jacobs og trommeslager Bert Smaak. Resultatet var albummet Focus 8 og enverdensturné.
2004: Bert Smaak og Jan Dumée forlader gruppen.
2005: Pierre van der Linden vender tilbage til gruppen.
Juli 2006: Guitarist Niels van der Steenhoven medtages i gruppen lige før øve-sessioner til efterfølgeren til Focus 8.
September 2006: Bandet udgiver albummet Focus 9. Van der Linden's tilbagevenden med sin udprægede jazz-influerede trommestil flytter bandet tættere på dets klassiske 1970'er-lyd. Bandet turnerede internationalt resten af 2006, startende med hjemlandet.

### 2010'erne
I maj 2010 inkluderede Nike "Hocus Pocus" som deres primære temamelodi i deres udvidede fodbold-VM-reklame. Reklamen blev første gang sendt på amerikansk tv under UEFA Champions League-finalen mellem FC Bayern München og FC Internazionale Milano den 22. maj derefter under hele verdensmesterskabet. En genudgivelse af "Hocus Pocus" grundet Nikes reklame førte til, at sangen kom på UK Singles Chart som #57.
I 2011 var Menno Gootjes igen medlem af bandet som erstatning for Niels van der Steenhoven. Også i 2011 havde den amerikanske rapper J. Cole medtaget dele af "Hocus Pocus" i sin sang "Blow Up", som afspilles i spillet MLB 11: The Show.
Albummet Focus 11 (2018) åbnede med en helt ny udgave af den lange "Who's calling" fra van Leer/Akkerman albummet "Focus" fra 1985, to genudgivelser fra Focus Family Album samt nye numre.

## Medlemmer
Nuværende medlemmer
- Thijs van Leer – keyboard, fløjte, vokal (1969–1978, 1990, 1993-1995, 1997–1999, 2001–nu)
- Pierre van der Linden – trommer, percussion (1971–1973, 1975, 1990, 2004–nu)
- Menno Gootjes – guitar, baggrundsvokal (1997–1999, 2010–nu)
- Udo Pannekeet – bas (2016–nu)

## Diskografi

### Studiealbums
Studio albums
- Focus Plays Focus (1970; also known as In and Out of Focus)
- Focus II (1971; also known as Moving Waves)
- Focus 3 (1972)
- Hamburger Concerto (1974)
- Mother Focus (1975)
- Ship of Memories (1976) (studio compilation)
- Focus con Proby (1977)
- Focus (1985) (as Jan Akkerman & Thijs Van Leer)
- Focus 8 (2002)
- Focus 9 / New Skin (2006)
- Focus X (2012)
- Golden Oldies (2014) (studio re-recordings)
- Focus 8.5 / Beyond the Horizon (2016)
- The Focus Family Album (2017) (studio outtakes from 2012–2017, plus solo tracks)
- Focus 11 (2018)
- Completely Focused (2021) (studio re-recordings)

### Livealbums
- 1973 – At the Rainbow
- 1976 - Live at the BBC

### Opsamlingsalbums
- 1994 - Hocus Pocus: The Best Of Focus

### Singler
- 1971 - "House Of The King"
- 1972 - "Tommy"
- 1973 - "Hocus Pocus"
- 1973 - "Hocus Pocus II"
- 1973 - "Sylvia"
- 1974 - "Harem Scarem"
- 1975 - "Mother Focus"
- 1976 - "P's March"